# Apogonia impressifrons
Apogonia impressifrons är en skalbaggsart som beskrevs av Moser 1913. Apogonia impressifrons ingår i släktet Apogonia och familjen Melolonthidae. Inga underarter finns listade i Catalogue of Life.